# 9193 Geoffreycopland
9193 Geoffreycopland è un asteroide della fascia principale. Scoperto nel 1992, presenta un'orbita caratterizzata da un semiasse maggiore pari a 2,6061592 au e da un'eccentricità di 0,1459733, inclinata di 13,43883° rispetto all'eclittica.
L'asteroide è dedicato al fisico britannico Geoffrey Malcolm Copland.